# Orestes (cognomen)
Orestes is een cognomen dat betekent: "wiens moeder bij de geboorte is gestorven".
Een beroemde drager van dit cognomen was Flavius Orestes, de vader van Romulus Augustulus de laatste keizer van het West-Romeinse Rijk.